# Heptacarpus franciscanus
Heptacarpus franciscanus är en kräftdjursart som först beskrevs av Schmitt 1921.  Heptacarpus franciscanus ingår i släktet Heptacarpus och familjen Hippolytidae. Inga underarter finns listade i Catalogue of Life.